# Marta
Marta je ženské křestní jméno pocházející z aramejského מרתה (Mâr(a)thâ) znamenající „paní, paní domu, hospodyně“, lze se setkat i s významem „pečlivá“. Jméno Marta se objevuje již v Bibli, kde Marta z Betánie byla sestrou Lazara a Marie. Mezi české domácké podoby patří Marťa, Marťas, Marti, Martička, Martuška, Martina či Martinka.
Podle Římského martyrologia připadá památka svaté Marty na 29. červenec. Ve stejný den slaví svátek i v českém občanském kalendáři – viz jmeniny v Česku, přičemž mezi lety 1953–1980 to bylo i 30. ledna.

## Statistické údaje
Následující tabulka uvádí četnost jména v ČR a pořadí mezi ženskými jmény ve srovnání dvou roků, pro které jsou dostupné údaje MV ČR – lze z ní tedy vysledovat trend v užívání tohoto jména:
| Rok       | Četnost     | Pořadí   |
| 1999      | 51 376      | 32.      |
| 2002      | 50 130      | 33.      |
| Porovnání | o 1246 méně | o 1 hůře |

Změna procentního zastoupení tohoto jména mezi žijícími ženami v ČR (tj. procentní změna se započítáním celkového úbytku žen v ČR za sledované tři roky) je -1,7%.

## Známé nositelky jména

### Svaté, blahoslavené
- Svatá Marta – biblická postava
- Marta Anna Wiecká (1874–1904),[6] polská řeholnice
- Marta Le Bouteiller (1816–1883), francouzská řeholnice

### Šlechtičny
- Marta z Armagnacu (1347–1378), manželka aragonského následníka trůnu Jana
- Marta z Boskovic (asi 1463–1510), moravská šlechtična
- Marta Švédská (1901–1954), norská korunní princezna

### Ostatní
- Martha Argerichová (* 1941), argentinsko-švýcarská pianistka
- Martha Elefteriadu (* 1946), česká zpěvačka řeckého původu
- Marta Drottnerová-Blažková (* 1941), česká tanečnice (baletka), choreografka a pedagožka
- Martha Issová (* 1981), česká herečka
- Marta Verner (* 1974), česká zpěvačka
- Marta Kubišová (* 1942), česká zpěvačka
- Marta Rašlová (* 1949), slovenská herečka
- Marta Heinová-Skarlandt (* 1948), česká hlasatelka, moderátorka a překladatelka
- Martha Scott – americká herečka
- Marta Töpferová (* 1975), americko-česká zpěvačka
- Marta Vančurová (* 1948), česká herečka
- Marta Vieira da Silva (* 1986), brazilská fotbalistka

## Jiné významy
- Marta aneb Trh v Richmondu – opera, jejímž autorem je Friedrich von Flotow
- Marta (píseň) – trampská píseň od Jarky Mottla
- Studio Marta – divadelní studio brněnské JAMU
- Modlitba pro Martu – píseň od Marty Kubišové, jeden ze symbolů invaze vojsk Varšavské smlouvy do Československa v srpnu roku 1968

## Zahraniční varianty
- anglicky, nizozemsky, švédsky, portugalsky – Mart(h)a
- bulharsky, ukrajinsky – Марта (Marta)
- dánsky, francouzsky – Marthe
- finsky – Martta
- maďarsky – Márta
- německy – Martha, Marthe
- norsky – Mart(h)e
- polsky, slovensky, španělsky, italsky, srbochorvatsky – Marta
- rusky – Марфа (Marfa)

## Jmeniny v kalendářích
- Církevní kalendář: 19. leden (sv. Márius a Marta a jejich synové),[7] 18. březen (Marta Le Bouteiller),[8] 16. duben (Marta Poulain de la Forestrie),[9] 5. červenec (Marta – matka Simeona),[10] 9. červenec (Marta Wang Louzhi),[11] 12. červenec (Marta Cluse),[12] 29. červenec (Svatá Marta), 20. září (Marta Kim Song-im)[13]
- Bulharsko: 1. březen[14]
- Česko, Slovensko, Maďarsko, Španělsko, Ukrajina: 29. červenec[14]
- Estonsko, Lotyšsko: 27. červenec[14]
- Chorvatsko: 19. leden, 19. duben[14]
- Norsko: 17. říjen[14]
- Polsko: 22. únor, 23. únor, 18. březen, 21. červen, 5. červenec, 29. červenec, 19. září[14]
- Švédsko: 11. květen, 27. červenec[14]